# Armfelt
Armfelt (Armfeldt) är en svensk och finländsk adlig ätt som härstammar från bonden Lars Eriksson från Frösön i Jämtland. Grenar har upphöjts i friherrlig och grevlig rang, och fortlever i Finland. I Sverige dog den sista ättlingen i den adliga ätten Armfelt 1868.
Eriksson ska "enligt sägnen" ha varit en soldat och kämpat i klubbekriget i Finland 1596-1597. Stamfaderns son, löjtnanten vid Ingermanlands adelsfana sedermera kaptenlöjtnanten och kommendanten, Erik Larsson (död 1659), adlades 1648 med namnet Armfält och introducerades på riddarhuset 1650 som adlig ätt nummer 458. Erik Armfelt var gift med Märta Billring från Norge. De fick en dotter och fyra söner, dottern gift Aminoff.
Äldste sonen, majoren Klas Kristoffer Armfelt, blev med sin hustru Anna Margareta Bock (1640 - 1719) från Lahmes stamfar till den ännu adliga grenen. Andre sonen, överstelöjtnanten Gustaf Armfelt, blev med sina andra hustru Anna Elisabet Brakel far till generalen Carl Gustaf Armfelt som upphöjdes 1731 i friherrlig värdighet vars söner introducerades 1746 under nr 213. Släkten har även introducerats på finländska riddarhuset med adlig, friherrlig och grevlig värdighet 1818.
Den adliga ätten utslocknade 1868 i Sverige medan den friherrliga fortlever. Den finländska adliga samt grevliga grenen fortlever medan den friherrliga utslocknade 1839. En medlem av den finländska grevliga ättens huvudmannagren (från 1985 huvudman för såväl svenska friherrliga ätten liksom finländska grevliga ätten) har 1952 återvunnit representationsrätt på Sveriges Riddarhus.

## Personer i släkten
Den 8 juli 2025 fanns det 35 personer med efternamnet Armfelt bosatta i Sverige. Ingen i Sverige hade stavningen Armfeldt.

### Alfabetiskt ordnade
- Alexander Armfelt (1794–1876), finländsk statsman och greve
- August Filip Armfelt (1768-1839), friherre, kammarherre
- Carl Armfelt (1764–1846), friherre, general och brukspatron
- Carl Alexander Armfelt (1850–1925), finländsk ämbetsman och greve
- Carl Gustaf Armfeldt (1666–1736), general och friherre
- Carl Gustaf Armfeldt den yngre (1724–1792), generalmajor och landshövding, friherre
- Erik Armfelt (1709–1778), svensk general
- Fromhold Armfelt (1721–1797), svensk militär, generallöjtnant
- Gustaf Armfelt (1781–1868), svensk överste
- Gustaf Johan Filip Armfelt (1830–1880), finländsk lektor, författare och landskapsmålare
- Gustaf Magnus Armfelt (1792–1856), finländsk militär, generallöjtnant, statsman och greve
- Gustaf Mauritz Armfelt (1757–1814), svensk friherre, militär, hovman och diplomat, senare finländsk statsman och greve
- Gustaf-Mauritz Armfelt (1917–1997), ingenjör, flygare, svensk friherre, finländsk greve
- Magnus Armfelt (1823–1897), jurist, svensk friherre, finländsk greve
- Magnus Wilhelm Armfelt (1725–1795), friherre och general

### Kronologiskt ordnade
- Carl Gustaf Armfeldt (1666–1736), general och friherre
- Erik Armfelt (1709–1778), general
- Fromhold Armfelt (1721–1797), svensk militär, generallöjtnant
- Carl Gustaf Armfeldt den yngre (1724–1792), generalmajor och landshövding, friherre
- Magnus Wilhelm Armfelt (1725–1795), friherre och general
- Gustaf Mauritz Armfelt (1757–1814), svensk friherre, militär, hovman och diplomat, senare finländsk statsman och greve
- Carl Armfelt (1764–1846), friherre, general och brukspatron
- August Filip Armfelt (1768-1839), friherre, kammarherre
- Gustaf Magnus Armfelt (1792–1856),  finländsk militär, generallöjtnant, statsman och greve
- Gustaf Armfelt (1781–1868), överste
- Alexander Armfelt (1794–1876), finländsk statsman och greve
- Magnus Armfelt (1823–1897), jurist, svensk friherre, finländsk greve
- Gustaf Johan Filip Armfelt (1830–1880), finländsk lektor, författare och landskapsmålare
- Carl Alexander Armfelt (1850–1925), finländsk ämbetsman och greve
- Gustaf-Mauritz Armfelt (1917–1997), ingenjör, flygare, svensk friherre, finländsk greve

## Gods och gravplatser
Erik Larsson (Armfelt) fick år 1645 officiellt förläningen Savinagora gård i "Dätilinschi pogost" i dåvarande Ingermanland, (vilket idag ligger i Leningrad oblast, Ryssland) samt ödesjord i "Samoschi pogost".
Magnus Wilhelm Armfelt (1725–1795) stiftade till fideikommiss Åminne herrgård (finska: Joensuun kartano) i Salo för äldste sonen (Gustaf Mauritz) och dennes manliga avkomlingar.
Magnus Wilhelm Armfelt ägde också Wiurila gård. Gården ärvdes av friherre August Filip Armfelt, som lät bygga Wiurilas nya huvudbyggnad, ritad av arkitekt Charles Bassi. Under August Filip Armfelts levnad påbörjades även byggandet av ekonomibyggnaderna vid Wiurila, vilka ritades av arkitekt Carl Ludvig Engel.

Efter Gustaf Mauritz Armfelts övertagande av Åminne herrgård sponsrade Armfelt familjen av upprustningen och utbyggnaden av Halikko kyrka i Salo vilket inkluderade tillägget av ett gravkapell på den södra delen av kyrkan. Flera av Armfelt familjen vilar i kapellet och på kyrkogården. 

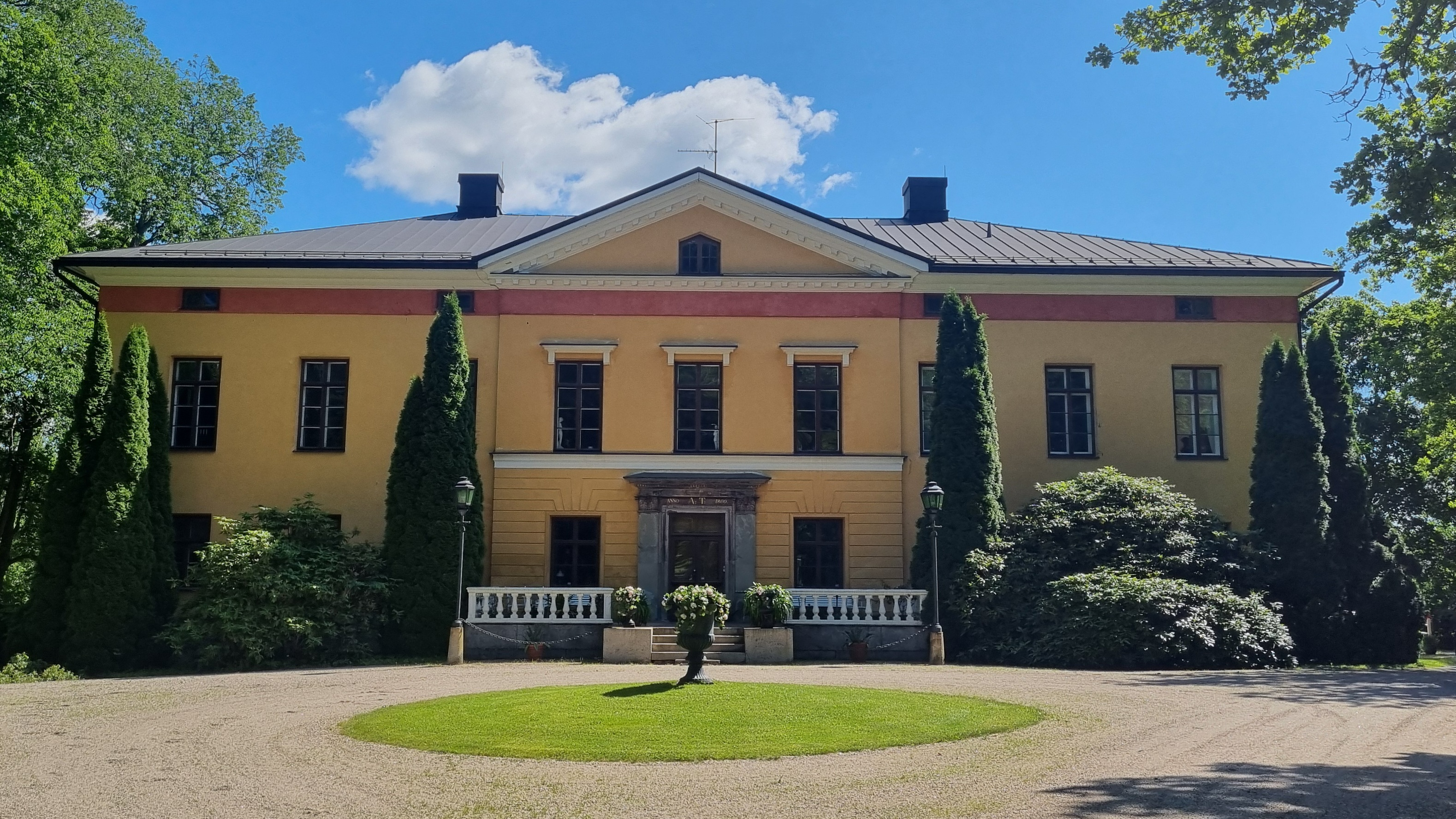
Wiurila herrgård. Charles Bassi.
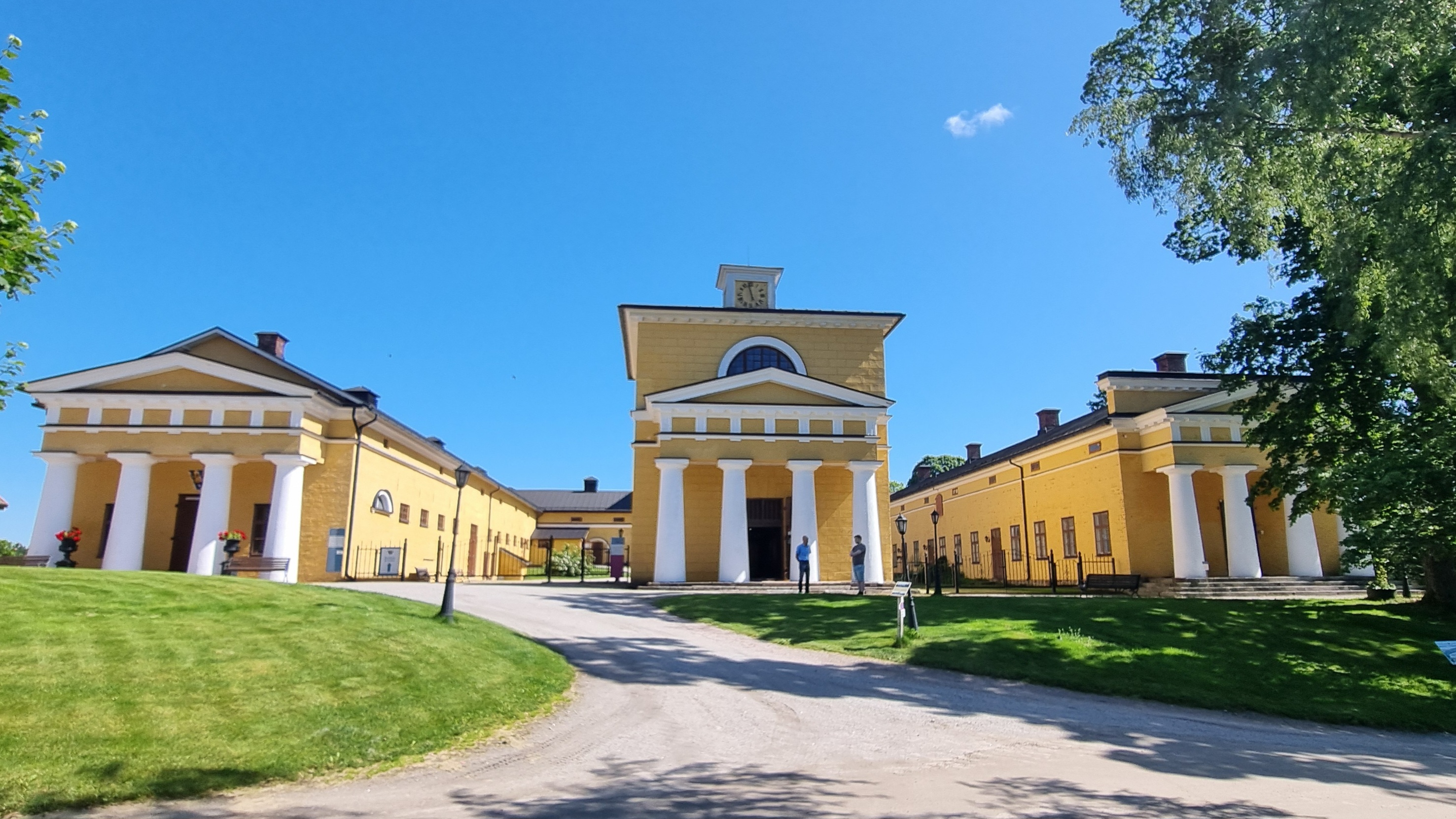
Wiurila herrgård.
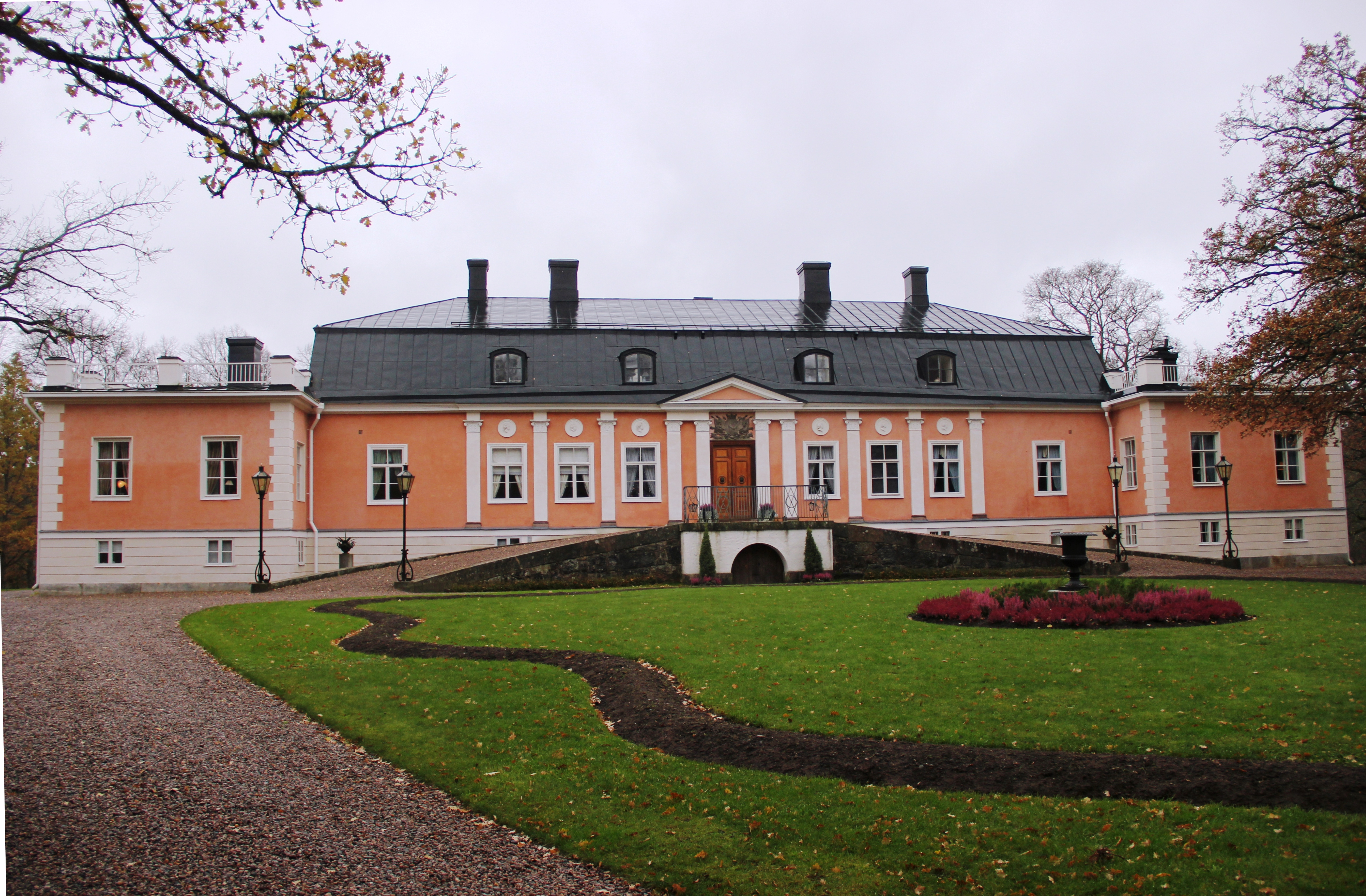
Åminne herrgård. Charles Bassi.
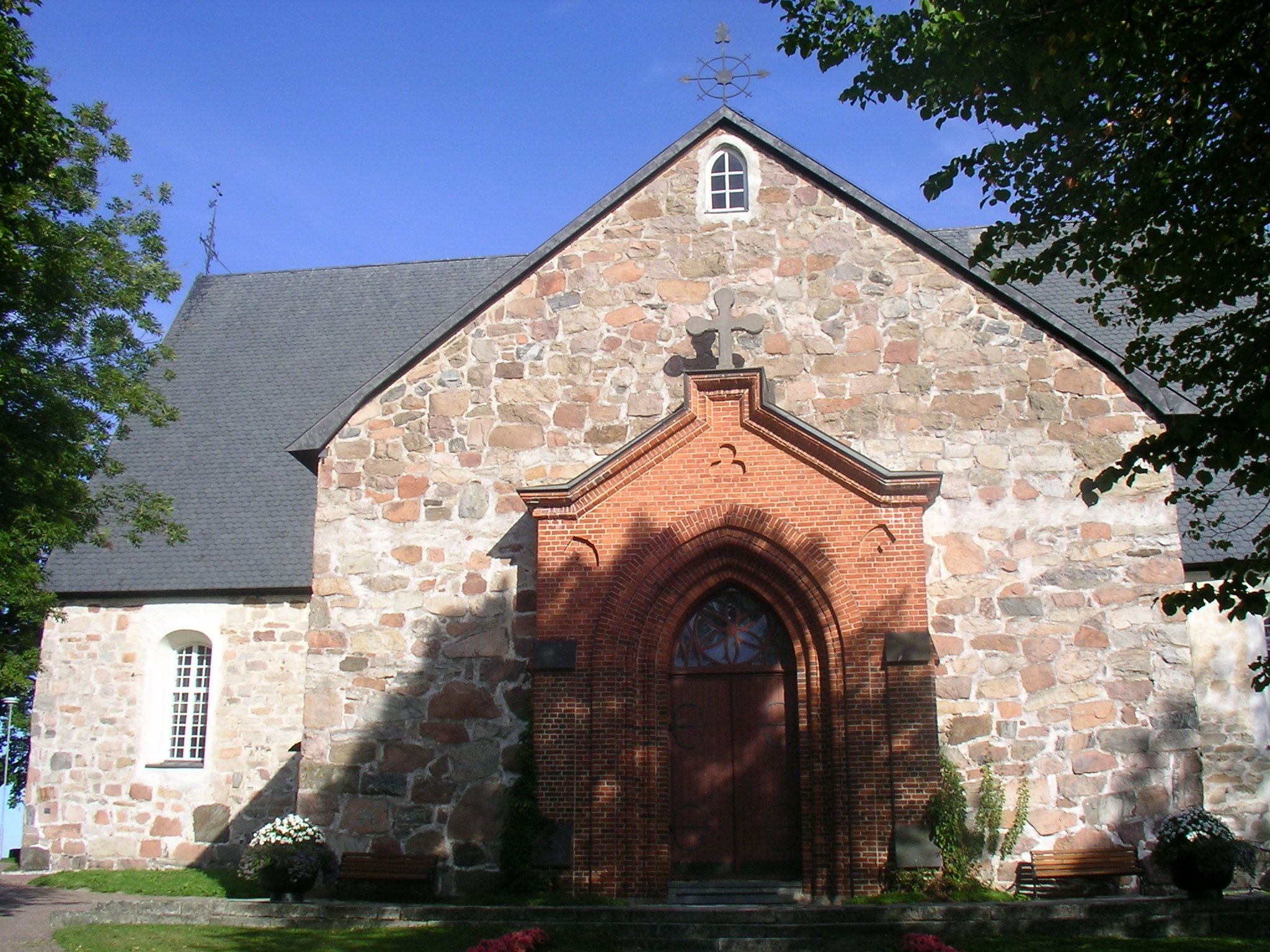
Halikko kyrka
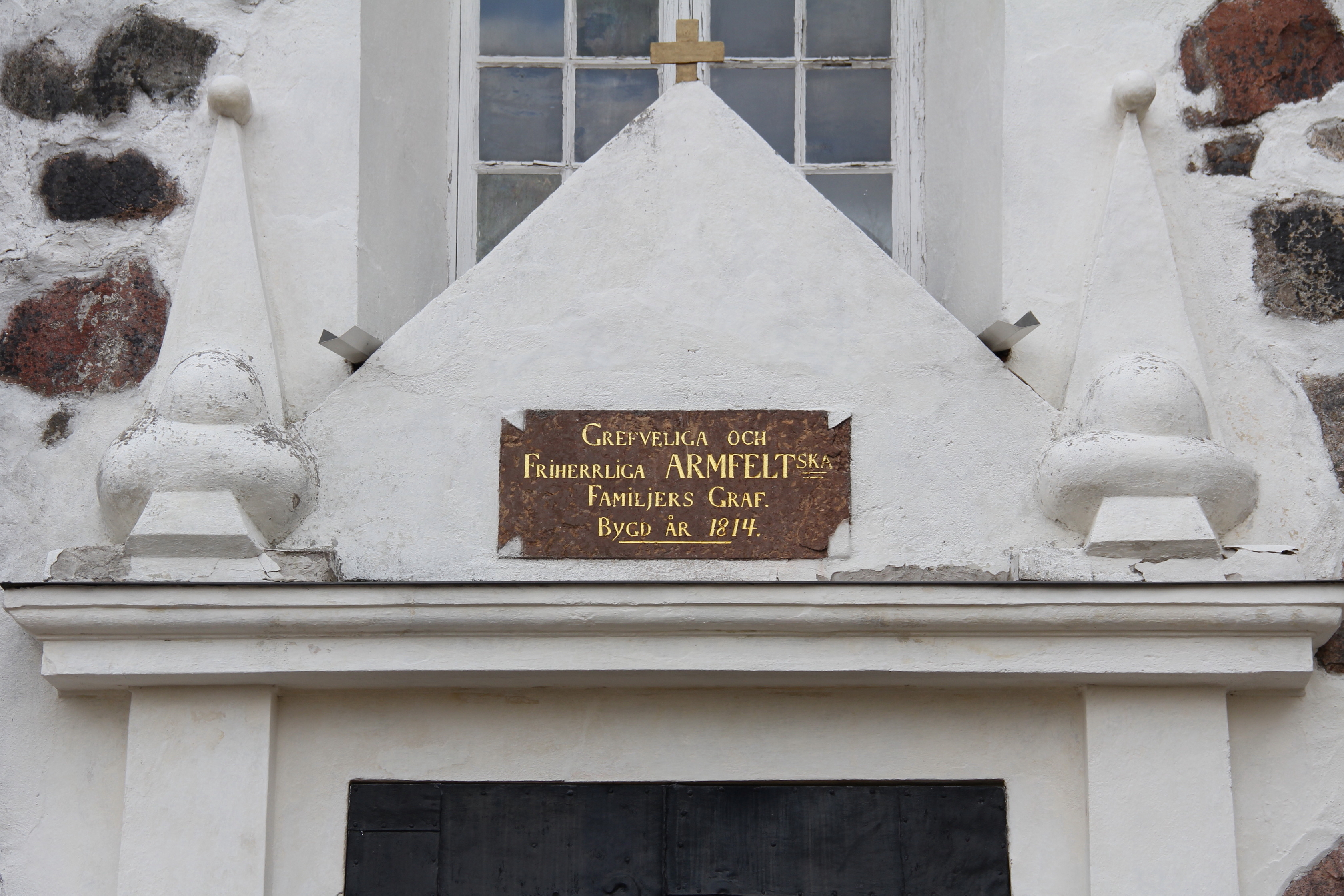
Armfelts gravkapell